# Жан Паскаль ван Іперсель
Жан Паскаль ван Іперсель де Стріхоу (фр. Jean-Pascal van Ypersele de Strihou, відомий у професійних колах як Ван Іп; нар. 1957, Брюссель) — бельгійський кліматолог, професор наук про навколишнє середовище в Лувенському католицькому університеті (Бельгія). Колишній заступник голови Міжурядової групи експертів з питань змін клімату (МГЕЗК), прихильник боротьби з зміною клімату шляхом суттєвого зменшення споживання викопного палива.

## Цитата
«Дискусія змінилася з наукової 40 років тому на дуже політичну сьогодні, включаючи економічні інтереси, геополітику, різні пріоритети, що відводяться навколишньому середовищу або розвитку, і зіткнення між короткостроковими та довгостроковими баченнями. (2015)»

## Біографія

### Раннє життя
Ван Іперсель народився в Брюсселі в 1957 році. Астрономія була його юнацькою пристрастю. У віці десяти років він побудував свої перші телескопи із брухтом жолобів та лінзами, які дістав від оптиків у Брюсселі. Дванадцять років він був завзятим читачем Sky &amp; Telescope.  У 1971 році він став секретарем аматорського клубу Cercle Astronomique de Bruxelles, який зв’язав його з професійними астрономами. 30 червня 1973 року він був частиною міжнародної команди астрономів, яка вирушила до Кенії, щоб спостерігати найдовше сонячне затемнення 20 століття.

### Навчання
- Магістр фізики в UCLouvain
- Стажування з питань клімату та опустелювання в Найробі в Програмі ООН з навколишнього середовища (UNEP) [3]
- Магістерська робота про вплив СО2 на клімат

### Допоміжна діяльність як студента
Будучи студентом університету, ван Іперсель мав важливу соціальну участь 
- член Inter-Environmentnement, на нього вплинули концепції Конференції ООН з питань навколишнього середовища в 1972 р. у Стокгольмі
- співзасновник відділення Amnesty International в Лувен-ла-Нев
- член Руху Жеуна за ла Пей
- активіст проти апартеїду в Південній Африці та правого екстремізму
- організував зустріч студентів UCLouvain та Клода Шейссона, європейського комісара з питань співпраці

### Академічна кар'єра
Ван Іперсель провів докторське дослідження з кліматології. За ініціативою професора Андре Бергера Інститут астрономії та геофізики Жорж Леметр з університету Лувен розпочав вивчення впливу змін концентрації парникових газів на еволюцію клімату Землі. В Європі та за її межами перші результати отримали дослідження впливу людської діяльності на клімат. 
Ван Іперсель отримав ступінь кандидата фізичних наук в університеті Луцен у 1986 р. (з найвищою відзнакою), дисертацією на тему роботи, проведеної в Національному центрі досліджень атмосфери США (NCAR) щодо впливу глобального потепління на антарктичний морський лід. Вибір Національного центру досліджень атмосфери був пов'язаний з його великими доступними технологічними засобами для досліджень атмосферних наук. У NCAR він працював з кліматологом Стівеном Шнайдером.  Промоутерами його доктора філософії були професори Андре Бергер (UCLouvain) та Альберт Семтнер  (Національний центр досліджень атмосфери та Морська аспірантура в Сполучених Штатах Америки ), один з розробників Модульної моделі океану.
У UCLouvain ван Іперсель став професором кліматології та природознавства. Крім того, він спеціалізувався на чисельному моделюванні змін клімату в міждисциплінарній перспективі і працював у глобальному та регіональному масштабах. Його особливо цікавить вплив людської діяльності на клімат, вплив мінливості та змін клімату на екосистеми та діяльність людини, а також те, що з цим можна зробити (адаптація та пом'якшення). 
Ван Іперсель написав статті на теми з безлічі питань, включаючи моделювання морського льоду, палеоклімату, клімату 20 і 21 століття, регіональні зміни клімату в Європі, Гренландії та Африці, а також етичні проблеми, пов'язані з відповідальністю за клімат змінити.

## Викладання
Жан-Паскаль ван Іперсель викладає курси в UCLouvain
- Кліматологія
- Кліматичне моделювання
- Математична географія
- Екологія

## МГЕЗК

### Новаторська діяльність
У 1979 році, за десять років до створення МГЕЗК, він як 22-річний студент взяв участь у Першій світовій кліматичній конференції в Женеві, організованій Всесвітньою метеорологічною організацією (ВМО) та ООН. 
У листопаді 1995 року він взяв участь у своєму першому засіданні МГЕЗК (Міжурядова комісія з питань зміни клімату, яка досліджує кліматичні зміни на Землі) в Мадриді як єдиний представник Бельгії. Він взяв участь у короткому реченні, яке увійшло до літопису організації: Співвідношення доказів свідчить про те, що існує помітний людський вплив на глобальний клімат. Це твердження має вирішальне значення, оскільки вперше чітко згадується про тривожну еволюцію клімату; це демонструється і більше не є теоретичною проєкцією майбутнього. 

### Кліматичні саміти
Він розвивав свої якості переговорів на всіх конференціях Сторін Рамкової конвенції ООН про зміну клімату протягом 20 років.  На таких кліматичних самітах бельгійська делегація отримала значну користь від наукових порад та уваги професора ван Іперсель.  
Жан-Паскаль ван Іперсель був одним із провідних авторів Третього звіту про оцінку МКЗР у 2001 р. 
Він був обраний членом Бюро МГЕЗК у 2002 р. 
Він кілька разів заповнював посаду редактора оглядів звітів про оцінку та спеціальних звітів МГЕЗК. 
Він був членом основної групи з написання звітного звіту 5-го звіту про оцінку в 2014 році. 
Він був одним із заступників Голови МГЕЗК протягом 5-го циклу оцінювання, з вересня 2008 року по жовтень 2015 року.
Він був висунутий урядом Бельгії кандидатом на посаду голови МГЕЗК у 2015 році, але не обраний.  
Він залишається активним членом МГЕЗК і робить великий внесок у розвиток та розповсюдження його наукового повідомлення. Він створив Валлонську платформу для МГЕЗК за сприяння уряду Валлонії в Бельгії для сприяння контактам між МГЕЗК, науковим світом та політиками. ЮНЕСКО призначив його членом групи експертів  доручено розробити Декларацію про етичні принципи щодо зміни клімату (затверджена Асамблеєю ЮНЕСКО в листопаді 2017 року).  Генеральний секретар ООН призначив його у 2016 році членом групи вчених із 15 членів,  яка мала на меті підготувати перший чотирирічний звіт про глобальний сталий розвиток.  У 2017 році прем'єр-міністром Фіджі він був призначений членом Дорадчої групи високого рівня для президентства COP23.  

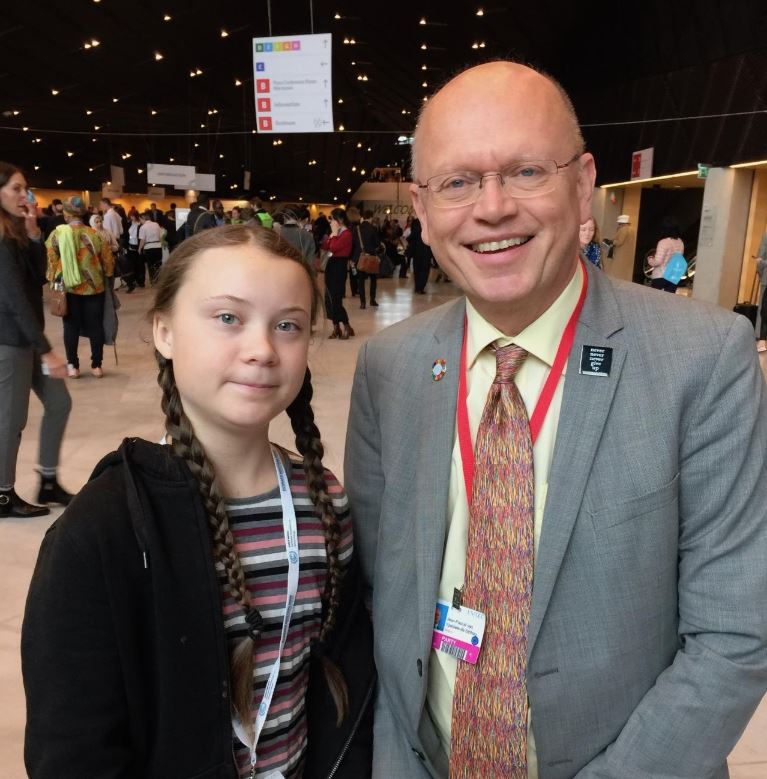
Жан-Паскаль ван Іперсель та Грета Тунберг на COP24 у Катовицях, 2018 рік

Він намагається продемонструвати роботу кліматичних плутанин та лобі викопного палива. 

### Дипломатія та переконання
Ван Іперсель виглядає терплячим і розсудливим, але внутрішньо він може стати гарячим і, якщо потрібно, твердо висловити свою думку. Як правило, на публічних зборах він піднімається і запитує слово, коли заперечувач клімату створює плутанину. Він сперечається методично і спокійно, з глибокою та панорамною пам’яттю про важливі дані та цифри. На конференціях КС він славиться своєю стійкістю. 
Він бере участь у численних заходах, пов’язаних зі зміною клімату - особисто чи віртуально - завдяки своїм лекціям та мережам. По всьому світу. Одного разу він знаходиться в Лімі, Женеві чи Марракеші. Наступного дня він може поговорити в Брюсселі з аудиторією, наповненою студентами чи профспілковими діячами. Через два дні він звертається до керівників багатонаціонального банку, європейських єпископів або групи масонів . 

### Кандидатура на посаду голови МГЕЗК у 2015 році
У 2014 році ван Іперсель був висунутий урядом Бельгії кандидатом на посаду голови МГЕЗК від Раджендри Пачаурі в 2015 році.    Протягом 20 місяців він подорожував по всьому світу, щоб представити розроблену програму особам, що приймають рішення, науковцям, промисловцям та журналістам. Його метою було посилити вплив МГЕЗК. 
Вибори членів Бюро МГЕЗК (Голови, заступників Голови та Робочої групи та Співголови та заступники Голови ТФІ) відбулися під час 42-ї сесії МГЕЗК з 5 по 8 жовтня 2015 року в Дубровнику. Незважаючи на допомогу та офіційну підтримку бельгійського уряду, його передвиборну кампанію підтримувати наукову незалежність МГЕЗК та наголошуючи на важливості інклюзивності та спілкування,  Жан-Паскаль ван Іперсель не був обраний. Він програв у фінальному турі проти Хесунга Лі з 56 голосами проти 78.  
Оскільки його мандат на посаді віце-президента закінчився, він більше не був членом бюро МГЕЗК. Він продовжував брати участь у пленарних засіданнях МГЕЗК як представник бельгійської делегації. 
2 квітня 2019 року він оголосив, що знову подаватиме кандидатури на посаду голови МГЕЗК.  

## Основні публікації

### Кандидатська дисертація
- A Numerical Study of the Response of the Southern Ocean and Its Sea Ice to a CO2-Induced Atmospheric Warming, National Center for Atmospheric Research and Université catholique de Louvain, Boulder (USA) and Louvain-la-Neuve, 1986.

### Книги
- In het oog van de klimaatstorm [голландською мовою], Epo, Berchem, 2018 [20]
- Звіт засідання засідання експертів МГЕЗК з питань комунікації . Женева: Всесвітня метеорологічна організація, МГЕЗК, 2016. [21]
- Une vie au cœur des turbulences climatiques [французькою мовою], Bruxelles, De Boeck supérieur, 2015, 128 с. [6]
- МГЕЗК, 2014: Зміна клімату 2014: Збірний звіт. Внесок робочих груп I, II та III до П’ятого звіту про оцінку Міжурядової групи з питань зміни клімату [lid redactieraad]. МГЕЗК, Женева, Швейцарія, 151 с. [22]
- ван Іперсель, JP. & Гудон, М. (ред. ), Actes du 1er Congrès interdisciplinaire du développement trable : перехід quelle pour nos sociétés ? [французькою мовою], 6 томів, Service Public de Wallonie, 2013.
- Зміна клімату та політика бельгійського співробітництва у галузі розвитку: виклики та можливості, FPS зовнішні справи, зовнішня торгівля та співробітництво в галузі розвитку та Університет Лувен, Брюссель, 2008.
- Le Treut, H., JP van Ypersele, S. Hallegatte et JC Hourcade (ред.) ), Science du changement climatique - Acquis et controverses [французькою мовою], IDDRI, Париж, 2004. [23]

### Статті в наукових журналах
- 2014 рік. Порівняння одномоментної та двомоментної об’ємної мікрофізики для кліматичного моделювання інтенсивних опадів з високою роздільною здатністю: Атмос. Дослідження [24]
- 2010 рік. Вплив одностороннього зобов’язання ЄС на стабільність міжнародних кліматичних угод: кліматична політика [25]
- 2009 рік. Оцінка небезпечних змін клімату шляхом оновлення Міжурядової групи експертів з питань зміни клімату (МГЕЗК) "причини для занепокоєння : Proc. Natl. Акад. Наук. США [26]
- 2009 рік. Аналіз сценарію PRIMES до 2030 року для Бельгії: Європейський огляд енергетичних ринків, дослідження енергетичної політики [27]
- 2008 рік. Внутрішня мінливість у регіональній кліматичній моделі над Західною Африкою: Клім. Dyn. [28]
- 2007 рік. Ступінь розплавлення льодовикового покриву Гренландії 1979-2005 рр. За даними пасивних мікрохвильових печей із використанням вдосконаленої версії алгоритму вилучення розплаву XPGR: Geophys. Рез. Lett. [29]
- 2006 рік. L'injustice fondamentale des changes climatiques [французькою мовою]: Альтернативи Sud [30]
- 2006 рік. Ступінь танення льодовикового покриву Гренландії 1988-2003 рр. З використанням пасивних мікрохвильових супутникових даних та регіональної кліматичної моделі: Clim. Dyn. [31]
- 2002 рік. Чи здатні природні кліматичні сили протидіяти прогнозованому антропогенному глобальному потеплінню ?: Клім. Змінити [32]
- 2001 рік. Управління кліматичним ризиком : наука [33]
- 2000 рік. Nous empruntons la Terre aux enfants d'aujourd'hui et de demain [французькою мовою]: Lumen Vitae [34]
- 1999 рік. Потенційна роль сонячної мінливості як агента для зміни клімату: Клім. Зміна [35]
- 1999 рік. Вулканічний та сонячний вплив на клімат з 1700 р .: Клім. Dyn. [36]
- 1992 рік. Моделювання останнього льодовикового циклу за допомогою сполученої, усередненої за секторами моделі кліматично-крижаного листа. 2. Відповідь на ізоляцію та варіації CO 2 : Дж. Геофіз. Рез. -Атмос. [37]
- 1991 рік. Моделювання останнього льодовикового циклу зв'язаною, усередненою по секторах моделлю кліматично-крижаних листів.1. Кліматична модель: Дж. Геофіс. Рез. -Атмос. [38]
- 1986 рік. Клімат та опустелювання - Редакція, у Van Ypersele JP & M. Verstraete (ред.), Спеціальний випуск щодо клімату та опустелювання: Кліматичні зміни [39]

### Розділи книг
- 2012 рік. Коментувати GIEC gère-t-il les incertitudes scientifiques? [французькою мовою] [40]
- 2008 рік. Основна несправедливість зміни клімату [41]
- 2006 рік. Взаємозв'язки між населенням та навколишнім середовищем [42]
- 2004 рік. Кілька коментарів, що стосуються тексту GIEC [французькою мовою] [43]
- 2002 рік. Кіотський протокол: економічне та теоретико-ігрове тлумачення [44]

## Громадська діяльність
З 1993 року він є членом Бельгійської федеральної ради зі сталого розвитку, а з 1998 року очолює робочу групу з питань енергетики та клімату .
З липня по грудень 2001 року він був науковим радником з питань клімату при бельгійському головуванні в Раді Європейського Союзу. 
У 2005 році він був призначений членом комісії «Енергія 2030» (консультування бельгійського уряду з питань енергетичного переходу ). 
З 2008 по 2011 рік він був головою наукового комітету найбільшої у світі виставки (SOS-Planet) з питань зміни клімату на залізничній станції Льєж-Гіллемін . 
У 2011 році він був співорганізатором Першого симпозіуму Стівена Шнайдера ( Боулдер, Колорадо, США). У 2013 році він був співголовою Першого міждисциплінарного симпозіуму зі сталого розвитку в Намюрі ( Бельгія ), а також другим виданням у 2015 році в Лувен-ла-Нов (Бельгія). Він особисто проінформував кількох глав держав, багатьох міністрів та виконавчих директорів про питання клімату, а також був або є членом кількох міжнародних наукових консультативних або редакційних рад  (Дослідницька програма ЄС FP7, Нідерландська програма дослідження клімату, Метео-Франція, ЄС JPI -Climate TAB, Королівський метеорологічний інститут (Бельгія), провідний журнал «Кліматичні зміни»  створений Стівеном Шнайдером).
У 2019 році він став членом аналітичного центру кліматичних експертів, який був створений у взаємодії з кліматичними страйками бельгійської молоді за клімат, в якому учні середніх шкіл залишали класи для демонстрації на користь заходів проти зміни клімату.  Протягом 2019 року він виступав як завзятий прихильник молодих активістів. 
У 2019 році він був призначений експертом Ради місій ЄС Horizon 2020 з адаптації до змін клімату, включаючи соціальну трансформацію. 

## Нагороди та відзнаки
- 2006: Премія Міжнародного полярного фонду « Енергія та довкілля»
- 2007: Нобелівська премія миру присуджена Елу Гор і МГЕЗК (ван Іперсель був віце-президентом робочої групи МГЕЗК II)
- 2008: Кафедра Франкі в Університеті Брюсселя [49]
- 2009: Член Королівської академії Бельгії
- 2010: Почесний член Римського клубу (глава ЄС)
- 2011: Francqui Голова на KULeuven і HUBrussel
- 2011: Командор Mérite wallon [50]
- 2014: Великий офіцер ордена Корони (Бельгія) [51]
- 2018: Премія за лідерство Гарвардського клубу Бельгії [52]

## Популярність
Ван Іперсель прочитав сотні лекцій та дав більше тисячі інтерв’ю у міжнародних ЗМІ;  нього майже 14000 підписників у Twitter, що ставить його до 50 найкращих світових кліматологів у Twitter.
Він брав участь у іспиті міністерства для середнього 5 рівня в провінції Квебек, Канада.
В інтерв'ю Associated Press у 2018 році ван Іперсель закликав, що «країни повинні зробити все можливе, щоб досягти мети, передбаченої у звіті - зменшення викидів вуглецю до 2030 року. Тоді вчені заявляють, що шкода клімату буде незворотною, якщо не вжити термінових заходів.» Він додав: «Ніхто, навіть так звані наддержави, не може домовлятися із законами фізики». 

## Суперечка
Робота Ван Іперсель іноді оскаржується «плутанинами клімату »; була подана петиція, підписана вісьмома бельгійськими науковцями та представниками громадської думки, які виступили проти його кандидатури на посаду голови МГЕЗК у 2015 році.  Найвідоміший із цих опонентів - його колега з UCLouvain, професор István Markó який дав значні наукові результати в галузі органічної хімії, але не кліматології.  